# Park Geun-hye
Đây là một tên người Triều Tiên, họ là Park.
Park Geun-hye (Hangul: 박근혜, Hanja: 朴槿惠, Hán-Việt: Phác Cận Huệ, sinh ngày 2 tháng 2 năm 1952) là nữ chính khách người Hàn Quốc, Tổng thống thứ 11 và nữ Tổng thống đầu tiên trong lịch sử Hàn Quốc đồng thời cũng là nữ Tổng thống dân cử đầu tiên ở Đông Á. Bà là nghị sĩ Quốc hội Hàn Quốc qua bốn nhiệm kỳ và cựu chủ tịch Đảng Saenuri. Bà là con gái của cựu Tổng thống Park Chung-hee.
Park Geun-hye bị đình chỉ chức vụ Tổng thống sau cuộc luận tội của Quốc hội vào ngày 9 tháng 12 năm 2016 và chính thức bị phế truất vào ngày 10 tháng 3 năm 2017, hiện bà đang bị giam giữ tại cơ sở Uiwang, phía nam thủ đô Seoul sau lệnh bắt giữ của các công tố viên được Tòa án Tối cao xác nhận thông qua vào ngày 31 tháng 3 năm 2017.

## Thiếu thời và giáo dục
Park Geun-hye sinh ngày 2 tháng 2 năm 1952 tại Samdeok-dong, Jung-gu, Daegu, là con trưởng của cố Tổng thống Park Chung-hee. Mẹ bà là Yuk Young-soo. Bà có một em gái tên là Park Geun-Ryeong sinh năm 1954 và một em trai tên là Park Ji-man sinh năm 1958. Bà tốt nghiệp trường trung học Seongsim ở Seoul năm 1970. Sau khi tốt nghiệp cử nhân ngành kỹ thuật điện tử từ Đại học Sogang năm 1974, bà sang Pháp và nhập học tại Đại học Grenoble, nhưng sau đó không lâu khi mẹ bà chết do bị ám sát, bà phải quay về nước.
Mẹ bà lúc bấy giờ đang là Đệ Nhất Phu nhân Hàn Quốc - đã bị Mun Se-gwang, gián điệp Bắc Triều Tiên sinh ra ở Nhật Bản, ám sát. Mun Se-gwang là thành viên của Tổng hội cư dân Bắc Triều Tiên tại Nhật Bản, tuân lệnh chính phủ Bắc Triều Tiên hạ sát cha bà là Tổng thống Park Chung Hee, nhưng ám sát hụt và mẹ bà là Yuk Young-soo bị trúng đạn và qua đời tại Nhà hát Quốc gia vào ngày 15 tháng 8 năm 1974. Kể từ đó, Park Geun-hye lãnh nhiệm vụ làm Đệ Nhất Phu nhân thay cho mẹ mình, đến năm 1979 thì cha bà cũng bị ám sát bởi chính giám đốc Cơ quan Tình báo Trung ương Hàn Quốc Kim Jae-gyu vào ngày 26 tháng 10 năm 1979. Tình hình chính trị tại Hàn Quốc lúc bấy giờ rất căng thẳng, các nhân vật chính khách, tướng lĩnh đối lập đều bị quản thúc hoặc sách nhiễu, tình trạng thiết quân luật được ban bố và báo chí cũng như truyền thông bị kiểm soát gắt gao sau cái chết của Tổng thống. Năm 2007, Park Geun-hye lên tiếng tỏ việc hối tiếc về lập trường đàn áp phe đối lập của cha mình.
Ngoài tiếng Hàn là tiếng mẹ đẻ, Park Geun-hye còn biết tiếng Trung Quốc, tiếng Anh, tiếng Pháp và tiếng Tây Ban Nha.
Park Geun-hye tự cho mình là một người không theo tôn giáo nào cả. Tuy nhiên do ảnh hưởng của mẹ, bà ít nhiều gắn bó với các Phật tử và cũng gần gũi cả với một số tín đồ Tin Lành có tên tuổi.

## Sau khi cha bị ám sát
Năm 1980, bà làm giám đốc Quỹ Văn hóa Hàn Quốc.
Năm 1982, bà làm giám đốc Quỹ Dục anh tài.
Năm 1994, bà làm giám đốc Quỹ học bổng.

## Tham gia chính trường
Ngày 2 tháng 12 năm 1997, ở tuổi 45, qua giới thiệu của một người anh họ tên là Park Jae-hong (박재홍), bà đã gặp ứng cử viên Tổng thống của Đảng Saenuri trong cuộc bầu cử tổng thống lần thứ 15 của Hàn Quốc là Lee Hoi-chang.
Sau đó bà tuyên bố ủng hộ ứng cử viên tổng thống Lee Hoi-chang và gia nhập đảng vào ngày 10 tháng 12 năm 1997.
Sau đó theo đề cử của Lee Hoi-chang, bà trở thành ứng cử viên của Saenuri trong cuộc bầu cử bổ khuyết nghị viên quốc hội ở quận Dalseong, Daegu, thành phố quê hương của bà trúng cử vào ngày 2 tháng 4 năm 1998. Bà được bầu làm nghị viên quốc hội thêm ba lần nữa trong cùng khu vực bầu cử này.

## Chủ tịch đảng Saenuri
Trong cuộc bầu cử năm 2004, Saenuri phải đối mặt với một thất bại nghiêm trọng do thất bại trong việc luận tội Tổng thống Roh Moo-hyun và do vụ bê bối hối lộ của ông Lee Hoi-chang bị tiết lộ trong năm đó. Bà Park Geun-hye được bầu làm chủ tịch của đảng và chỉ đạo những nỗ lực trong cuộc bầu cử. Trong cuộc bầu cử, đảng Saenuri mất vị trí đa số của mình nhưng vẫn giành được 121 ghế và được nhiều người coi là một thành tựu lớn trong hoàn cảnh không thuận lợi như vậy.
Park Geun-hye tiếp tục giúp cho đảng của mình giành thắng lợi lớn trong các cuộc bầu cử địa phương và đã giành được đa số ghế trong quốc hội vào năm 2006.
Trong chiến dịch tranh cử vào ngày 20 tháng năm 2006, Ji Chung-ho, một tên tội phạm 50 tuổi với 8 tiền án trước đó, đã rạch mặt bà bằng một con dao và gây ra một vết thương dài 11 cm trên khuôn mặt. Bà phải khâu tới 60 mũi và nhiều giờ phẫu thuật. Một giai thoại nổi tiếng từ sự kiện này xảy ra khi Park Geun-hye phải nhập viện sau vụ tấn công. Từ đầu tiên mà bà nói với thư ký của mình sau khi hồi phục từ vết thương là "Daejeon thế nào rồi?". Sau đó, ứng cử viên của đảng Saenuri giành thắng lợi trong cuộc bầu cử thị trưởng của thành phố Daejeon mặc dù xếp sau hơn 20% trong các cuộc thăm dò ý kiến vào thời điểm đó.
Ngoài ra, trong nhiệm kỳ chủ tịch đảng Saenuri giữa năm 2004 và 2006, đảng này đã giành chiến thắng trong tất cả 40 cuộc bầu cử lại và các cuộc bầu cử phụ, trong đó phần lớn đã được ghi nhận có vào ảnh hưởng và những nỗ lực của Park Geun-hye. Điều này đã khiến Park Geun-hye có biệt danh "Nữ hoàng của các cuộc bầu cử".
Ngày 12 tháng 2 năm 2007, Park Geun-hye có chuyến thăm được công bố rộng rãi đến Đại học Harvard ở Cambridge, Massachusetts, Hoa Kỳ. Chuyến thăm của bà tại Trường chính quyền Kennedy, nơi bà phát biểu trước một đám đông chật cứng khán giả, bà nói rằng muốn "cứu" Hàn Quốc và ủng hộ một mối quan hệ mạnh mẽ hơn giữa Hàn Quốc với Hoa Kỳ.
Bà là nghị sĩ quốc hội cho đến tháng 4 năm 2012.
Trong năm 2012, Park Geun-hye không chạy đua ghế đại diện cử tri trong cuộc bầu cử thứ 19 ở Dalseong hoặc bất cứ nơi nào khác, nhưng lại chạy đua tranh cử một vị trí đại diện theo tỷ lệ cho đảng Saenuri, nhằm lãnh đạo chiến dịch bầu cử của đảng này. Park Geun-hye được bầu làm đại diện theo tỷ lệ trong cuộc bầu cử lập pháp tháng 4 năm 2012.
Trước khi được bầu làm Tổng thống, Park Geun-hye từng là nghị sĩ quốc hội 5 khóa liên tiếp và đảm nhiệm chức vụ Chủ tịch Ủy ban ứng phó khẩn cấp của đảng này.

## Tổng thống Hàn Quốc
Bà Park đắc cử Tổng thống Hàn Quốc vào ngày 19 tháng 12 năm 2012 đánh bại đối thủ Moon Jae-in. Bà là nữ tổng thống đầu tiên của Hàn Quốc đồng thời cũng là nữ Tổng thống dân cử đầu tiên ở châu Á.
Về mặt kinh tế, Park Geun-hye tỏ ra dè dặt trong việc kiểm soát quyền lực của các Chaebol đang chi phối nền kinh tế Hàn Quốc. Đối với Bắc Triều Tiên, bà cam kết thực hiện hai chính sách song song, vừa cải thiện quan hệ, vừa răn đe mạnh mẽ nhưng cũng hướng tới một cuộc họp mặt thượng đỉnh với lãnh đạo Bắc Triều Tiên Kim Jong-un.
Park Geun-hye lên tiếng sẵn sàng nối lại viện trợ nhân đạo cho Bắc Triều Tiên - điều vốn bị Tổng thống Lee Myung-bak đình chỉ từ khi lên nắm quyền. Tuy nhiên chính sách đó sẽ bị hạn chế bởi thành phần chủ chiến trong đảng cũng như mối bang giao quốc tế vì nhiều nước đòi trừng phạt Bắc Triều Tiên sau vụ phóng tên lửa tháng 12 năm 2012.

### Nhậm chức

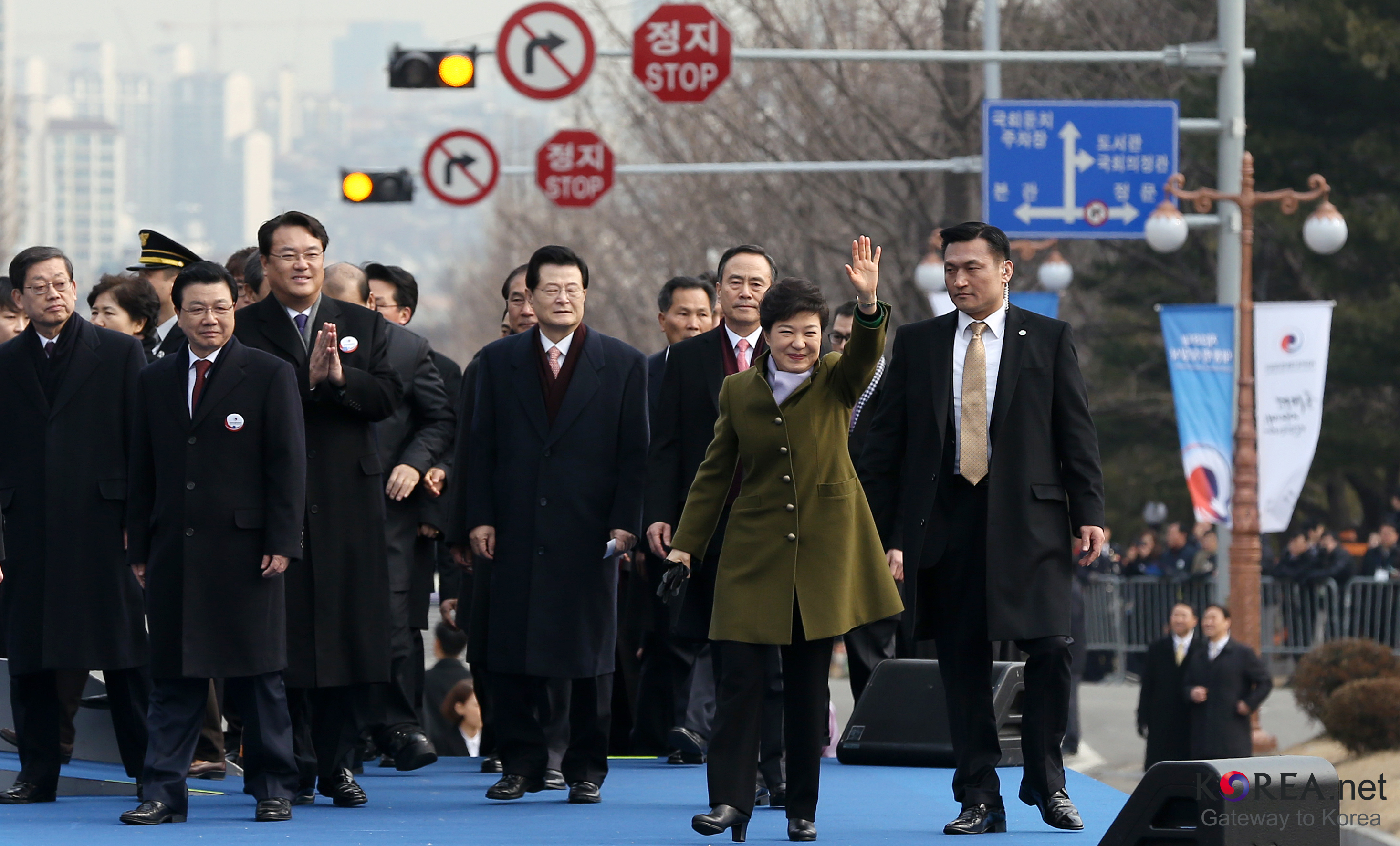
Tổng thống Park trong ngày nhậm chức, 25 tháng 2 năm 2013

Park trở thành tổng thống thứ 11 của Hàn Quốc vào ngày 25 tháng 2 năm 2013. Vào nửa đêm, bà tiếp quản tất cả các quyền của tổng thống, bao gồm cả đặc quyền chỉ huy tối cao các lực lượng vũ trang Hàn Quốc từ người tiền nhiệm Lee Myung-bak. Trong bài phát biểu nhậm chức tại tòa nhà Quốc hội, bà Park nói về kế hoạch mở ra một kỷ nguyên mới đầy hy vọng thông qua “thịnh vượng kinh tế, hạnh phúc của người dân và làm giàu văn hóa”. Bà đặc biệt bày tỏ hy vọng Triều Tiên sẽ từ bỏ vũ khí hạt nhân và đi trên con đường hòa bình và cùng phát triển, đồng thời tuyên bố rằng nền tảng cho một kỷ nguyên thống nhất hạnh phúc, trong đó tất cả người dân Triều Tiên sẽ được hưởng thịnh vượng, tự do và hòa bình. Nhận ra ước mơ của họ sẽ được xây dựng thông qua quá trình xây dựng niềm tin trên Bán đảo Triều Tiên. Trong bài phát biểu nhậm chức, bà Park đã trình bày 4 nguyên tắc chỉ đạo để hiện thực hóa tầm nhìn hành chính của mình: thịnh vượng kinh tế, hạnh phúc của người dân, làm giàu văn hóa và thiết lập nền tảng cho thống nhất hòa bình. Lễ nhậm chức của bà Park là lễ lớn nhất trong lịch sử Hàn Quốc với 70.000 người tham dự. Các đại diện ngoại giao tại Hàn Quốc cũng như các đại biểu cấp cao đặc biệt từ 24 quốc gia trên thế giới bao gồm Thủ tướng Thái Lan Yingluck Shinawatra, Cố vấn An ninh Quốc gia Hoa Kỳ Thomas Donilon, Chủ tịch Lập pháp Đài Loan Vương Kim Bình và cựu Thủ tướng Nhật Bản Fukusa Yasuo, cũng tham gia sự kiện để chúc mừng Park.

### Năm đầu tiên (Tháng 2 năm 2013– Tháng 2 năm 2014)
Mục tiêu của Chính quyền Park Geun-hye mới thành lập để quản lý các vấn đề nhà nước là mở ra "một kỷ nguyên mới của hy vọng và hạnh phúc cho toàn thể người dân". Park thừa nhận rằng Hàn Quốc sẽ thoát khỏi mô hình phát triển được theo đuổi lâu dài tập trung vào quốc gia và chuyển trọng tâm quản lý chính phủ từ nhà nước sang từng công dân. Từ khóa của chính quyền trong quản lý công việc nhà nước là "con người", "hạnh phúc", "niềm tin", "cùng thịnh vượng" và "nguyên tắc". Ngay sau khi nhậm chức, Park đã tái cơ cấu Nhà Xanh và tổ chức chính phủ. Văn phòng An ninh Quốc gia tại Nhà Xanh, Bộ Khoa học, CNTT và Kế hoạch Tương lai, Bộ Đại dương và Thủy sản mới được thành lập và chức vụ Phó Thủ tướng phụ trách Kinh tế được phục hồi. Chánh Văn phòng An ninh Quốc gia sẽ đóng vai trò là “tháp kiểm soát” về các vấn đề ngoại giao, an ninh và quốc phòng, đồng thời là Phó Thủ tướng phụ trách các vấn đề kinh tế về các vấn đề kinh tế, xã hội và phúc lợi.

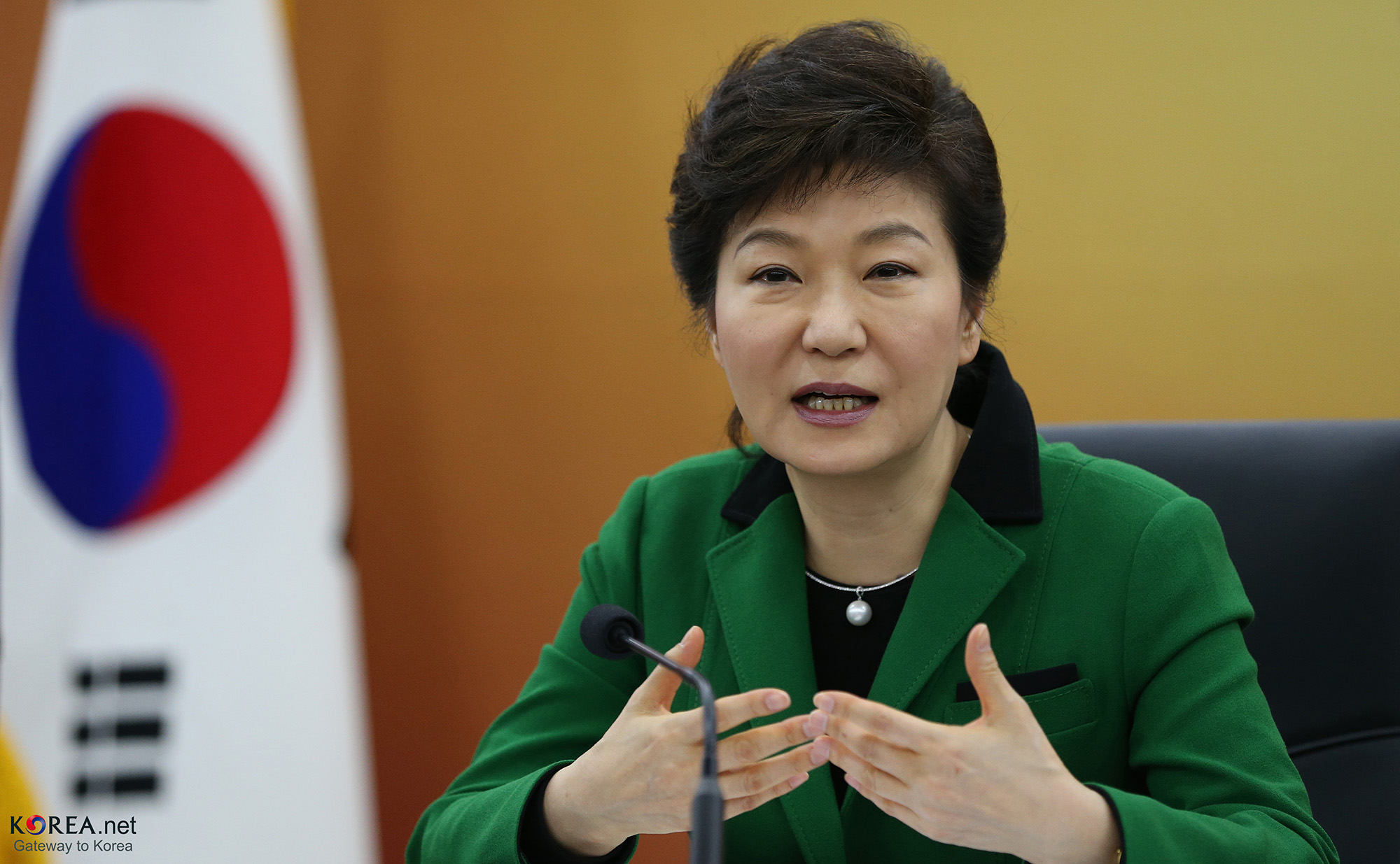
Park có bài phát biểu quan trọng trong cuộc họp chính sách kinh tế vào ngày 27 tháng 12 tại Khu phức hợp Chính phủ Sejong.

Park công bố kế hoạch xây dựng "Nền kinh tế sáng tạo" vào ngày 5 tháng 6 năm 2013, thể hiện tầm nhìn của bà về phục hồi kinh tế và tạo việc làm. Vào tháng 4, Park cho biết "Thời điểm rất quan trọng đối với chính sách kinh tế, việc làm và sinh kế của chúng ta, chủ yếu là người dân bình thường nên tổ chức ngân sách bổ sung kịp thời." Park khuyến khích nền kinh tế tự do.  Vào ngày 8 tháng 4 năm 2014, Park đã ký Hiệp định thương mại tự do Úc–Hàn Quốc với Thủ tướng Úc Tony Abbott.

## Bị bắt, xét xử, ân xá và trả tự do
Ngày 31 tháng 3 năm 2017, Park Geun-hye bị các công tố viên Hàn Quốc đọc lệnh bắt giữ và phế truất. Bà là Tổng thống Hàn Quốc đầu tiên bị phế truất.
Vụ bê bối khiến Tổng thống Park Geun-hye bị kết tội tham nhũng vào năm 2017 còn động đến vấn đề nhạy cảm ở Hàn Quốc là vai trò của những tập đoàn tài phiệt. Phó Chủ tịch Samsung Electronics, ông Lee Jae-yong bị cáo buộc chi hơn 37 triệu USD để đổi lấy sự hậu thuẫn của chính phủ về việc sáp nhập hai công ty con của Samsung, nhằm củng cố quyền lực của mình tại tập đoàn. Nhiều người Hàn Quốc cảm thấy lo lắng và bức xúc về tình trạng các Chaebol làm khuấy đảo chính trường nước này.
Sau khi bị phế truất năm 2017, bà Park Guen-hye đã bị kết án 25 năm tù và bị phạt 20 tỷ Won với các tội danh lạm quyền và tham nhũng. Trong một phán quyết riêng rẽ hồi tháng 11/2018, Tòa án Tối cao Seoul đã kết án 2 năm tù giam đối với bà Park Geun-hye vì tội can thiệp vào quá trình tiến cử ứng cử viên của đảng Thế giới mới - đảng cầm quyền khi đó, trước thềm bầu cử Quốc hội năm 2016. Tháng 1/2018, bà bị truy tố với tội danh nhận hối lộ hơn 3,5 tỷ won (gần 3 triệu USD) lấy từ kinh phí hoạt động đặc biệt của Cơ quan Tình báo Trung ương và đến ngày 25 tháng 7 năm 2019, Tòa án tối cao Seoul đã kết án bà 5 năm tù giam và truy thu 2,7 tỷ won (2,3 triệu USD). Như vậy tổng mức án là 32 năm.
Vào ngày 10 tháng 7 năm 2020, Tòa án tối cao Seoul ra phán quyết giảm mức án tù của cựu Tổng thống Hàn Quốc Park Geun-hye từ 30 năm xuống còn 20 năm tù.
Ngày 31 tháng 12 năm 2021, sau gần 5 năm ngồi tù về tội danh tham nhũng, cựu Tổng thống Park Geun-hye được Tổng thống Moon Jae-in ân xá trả tự do do sức khỏe ngày càng giảm sút.

## Đời sống cá nhân
Bà chưa từng kết hôn và cũng không có con. Bạn thân của bà, Choi Soon-sil, cũng là nhân vật chính trong vụ bê bối chính trị của nữ Tổng thống này.

## Giáo dục
- Tốt nghiệp trường tiểu học Jang Chung Seoul (서울장충초등학교).
- Tốt nghiệp trường trung học cơ sở nữ sinh Seong Sim (성심여자중학교).
- Tốt nghiệp trường trung học phổ thông nữ sinh Seong Sim (성심여자고등학교).
- Tốt nghiệp khoa Kỹ thuật điện tử tại trường Đại học Sogang (서강대학교).

## Học vị tiến sĩ danh dự
- Năm 1987, tiến sĩ văn học danh dự của Đại học văn hóa Trung Quốc.
- Năm 2008, tiến sĩ khoa học danh dự của KAIST.
- Năm 2008, tiến sĩ chính trị học danh dự của Đại học Quốc gia Pukyong (부경대학교).
- Năm 2010, tiến sĩ chính trị học danh dự của Đại học Sogang (서강대학교).
- Năm 2014, tiến sĩ luật học danh dự của Đại học Kỹ thuật Dresden (Technische Universität Dresden), Đức.
- Năm 2016, tiến sĩ khoa học danh dự của Đại học Paris (Université Pierre-et-Marie-Curie), Pháp.